# Henry Roughton Hogg
Henry Roughton Hogg, (abreviado Hogg) ( 1850 - 1 de diciembre de 1923, Londres) fue un aracnólogo aficionado inglés.
Fue educado en la Christ's College, de Cambridge, donde obtuvo su Bachelor of Arts en 1868 y su Maestría en Artes en 1873 . Se trasladó a Australia y permaneció allí hasta 1892.
En sus ratos de ocio, estudió las arañas de Australia y se convierte en un especialista en aranéofauna de este continente, así como de Nueva Zelanda. Legó sus colecciones al Museo de Historia Natural de Londres.

## Fuente
- Pierre Bonnet (1945). Bibliographia araneorum, Les frères Doularoude (Toulouse).

## Abreviatura (zoología)
La abreviatura Hogg  se emplea para indicar a Henry Roughton Hogg como autoridad en la descripción y taxonomía en zoología.

- Datos: Q548649
- Especies: Henry Roughton Hogg